# الكومنولث البولندي الليتواني
الكومنولث البولندي الليتواني هي saqswaدولة سابقة تشكلت بعد اتحاد لوبلين بين مملكة بولندا ودوقية ليتوانيا في 1569. الكومنويلث الجديد كان من أكثر البلدان سكانا في أوروبا خلال القرنين السادس عشر والسابع عشر. وبلغت مساحة الكومنولث في أقصى اتساعه خلال مطلع القرن السابع عشر 400,000 ميل مربع (1,000,000 كـم2) وعاش في أراضيه ما يناهز الأحد عشر مليون نسمة من مختلف الأقوام والإثنيات. كانت البولندية إلى جانب اللاتينية اللغتين الرسميتين للكومنولث.
امتلك الاتحاد الجديد نوعا فريدا من الحكم خاص به بين الدول التي كانت تعاصره النظام السياسي في الكومنويلث (المعروف باسم ديموقراطية النبلاء أو الحرية الذهبية) وكان يتسم بالضوابط الصارمة على السلطة الملكية. هذه الضوابط تم سنها من قبل السلطة التشريعية (مجلس النواب) التي تسيطر عليه طبقة النبلاء. هذا النظام السياسي كان له الكثير من المفاهيم المشتركة مع الديموقراطية الحديثة، والملكية الدستورية والفدرالية. رغم أن الدولتان المؤسستان للكومنولث كانتا متساويتين في الحقوق، إلا أن بولندا كانت الطرف المهيمن في الاتحاد.
تميز الكومنولث البولندي الليتواني بمستوى عال من التنوع الثقافي والعرقي وتسامح ديني لا مثيل له في أوروبا المسيحية، في ذلك الوقت تبعًا لما كفله قانون اتحاد وارسو سنة 1573، ولكن تبدلت أوضاع الحرية الدينية بمرور الوقت. اعترف دستور 3 مايو سنة 1791 بالكاثوليكية باعتبارها «الدين السائد»، وهذا خلافًا لقانون اتحاد وارسو، ولكن مع ذلك ظلت الحرية الدينية مكفولة في هذا الدستور.
بعد عقود من القوة والازدهار، دخل الكومنولث مرحلة انحطاط سياسي، واقتصادي وعسكري. في عام 1795 انحل الكومنويلث في تقسيم بولندا بين الدول المجاورة: الامبراطورية النمساوية ومملكة بروسيا والامبراطورية الروسية. قبل التقسيم بمدة وجيزة اعتمد الكومنويلث على سياسة إصلاحات مركزية وسنت دستور3 مايو الذي كثيرًا ما ينظر إليها تقليديًا باعتباره ثاني أقدم دستور مكتوب في التاريخ الأوروبي الحديث وثاني أقدم دستور في العالم خلال العصر الحديث بعد دستور الولايات المتحدة.

## أصل التسمية
كان الاسم الرسمي للدولة هو مملكة بولندا ودوقية ليتوانيا الكبرى، وكان الاسم اللاتيني يستخدم عادة في المعاهدات والدبلوماسية الدولية. في القرن السابع عشر وما بعده، عُرفت أيضًا بالكومنولث الأكثر سكينة في بولندا أو كومنولث المملكة البولندية أو كومنولث بولندا. أشار سكانها إليها في حواراتهم اليومية بـ«جيتشوسبوليتا» (بالبولندية: I Rzeczpospolita).

## التاريخ

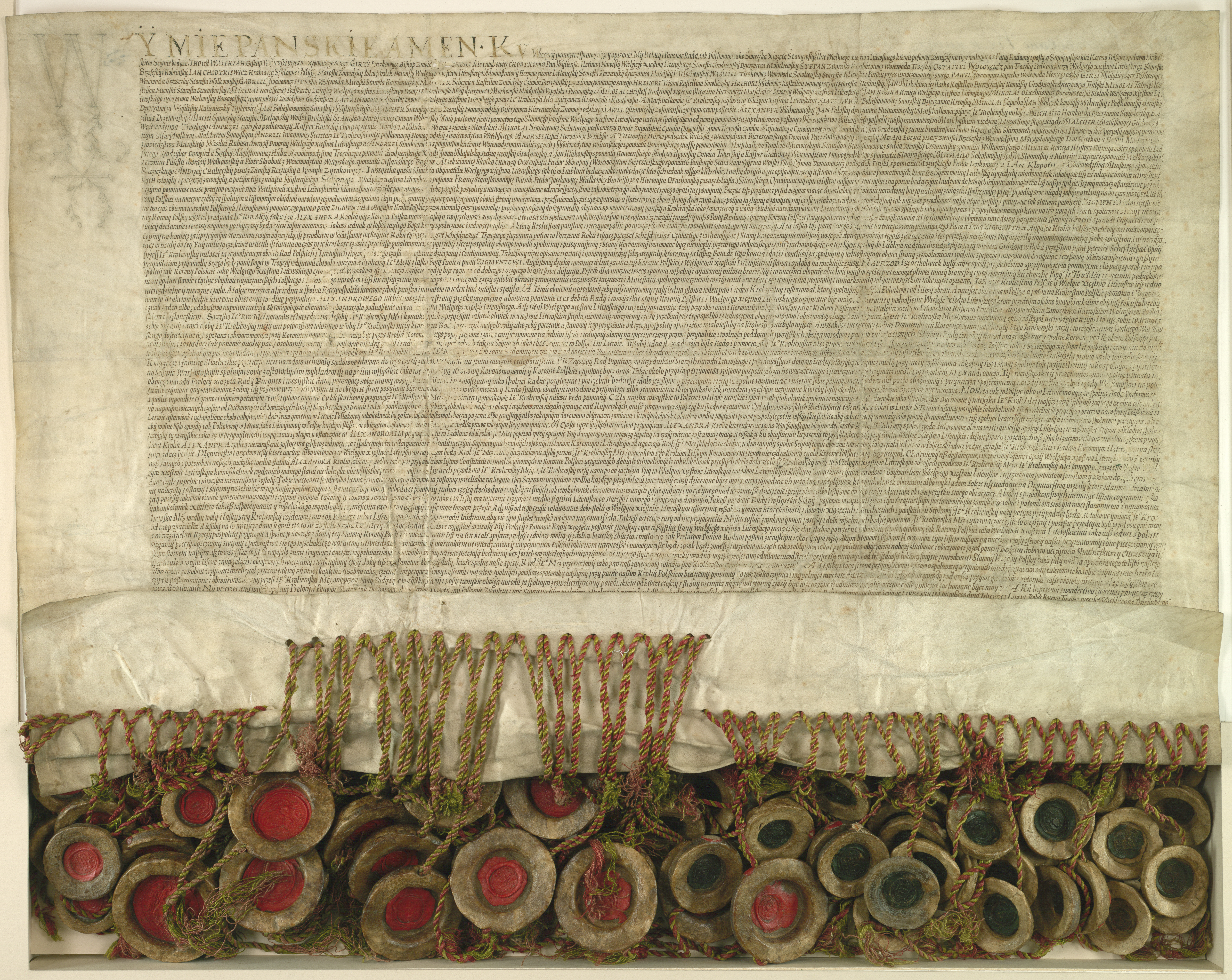
وثيقة اتحاد لوبلين الذي جمع مملكة بولندا مع دوقية ليتوانيا الكبرى عام 1569.

قاست بولندا وليتوانيا سلسلة من الحروب والتحالفات أثناء القرن الرابع عشر وفي بداية القرن الخامس عشر. وُقعت العديد من الاتفاقيات بين الاثنتين (اتحاد كراكوف وفيلنا، واتحاد كرو، واتحاد ويلنو ورادوم، واتحاد غرودنو، واتحاد هوروودو) قبل اتحاد لوبلين الدائم في عام 1569. كانت هذه الاتفاقية واحدة من الإنجازات البارزة لزغمونت الثاني أوغست، الملك الأخير من سلالة ياغيلون. آمن زغمونت بقدرته على حفظ سلالته الحاكمة بتبني الملكية الانتخابية. تبعت وفاته في عام 1572 فترة خلو للعرش استمرت ثلاث سنوات والتي أجريت التعديلات خلالها على النظام الدستوري؛ هذه التعديلات عظمت من سلطة النبلاء البولنديين (الشلاختا) بشكل كبير وأسست ملكية انتخابية حقيقية.
وصل الكومنولث عصره الذهبي في بداية القرن السابع عشر. سيطر النبلاء على برلمانه القوي وعارضوا المشاركة في حرب الثلاثين عامًا؛ ساعد هذا الحياد في نجاة الدولة من ويلات الصراع الديني السياسي الذي دمر معظم أوروبا الحديثة. كان الكومنولث قادرًا على التماسك ضد الإمبراطورية السويدية وروسيا القيصرية وتبعيات الإمبراطورية العثمانية، حتى أنهم نجحوا في شن هجمات توسعية ضد الدول المجاورة. في العديد من الغزوات أثناء فترة الأزمات، اجتاحت قوات الكومنولث روسيا خلال زمن المحن واستطاعت أن تحتل موسكو وتحتفظ بها من 27 سبتمبر من عام 1610 وحتى 4 نوفمبر من عام 1612، عندما طردوا بعد الحصار.
بدأت قوة الكومنولث في التراجع بعد سلسلة من الضربات في العقود التالية. بدأت ثورة كبيرة من القوزاق الأوكرانيين في الجزء الجنوبي الشرقي من الكومنولث (انتفاضة شميلنكي في أوكرانيا الحديثة) في عام 1684. نتجت عن مطلب أوكراني، بموجب شروط معاهدة بيرياسلاف، للحماية من القيصر الروسي. أزاح الضم الروسي لجزء من أوكرانيا النفوذ البولندي تدريجيًا. الضربة الأخيرة للكومنولث كانت الغزو السويدي في عام 1655، وعرف بالإغراق، والذي دعمته قوات الدوق الترانسيلفاني جورج الثاني راكوزي، وفريدرخ فيلهلم ناخب براندنبورغ. قاد تتار خانية القرم ونوجاي هورد غارات عبيد سنوية تقريبًا في الأراضي الشرقية التي يحكمها الكومنولث.
في نهاية القرن السابع عشر، تحالف ملك الكومنولث الضعيفة، يوحنا الثالث سوبياسكي، مع الإمبراطور الروماني المقدس ليوبولد الأول للتعامل مع الهزائم الساحقة للدولة العثمانية. في عام 1683، ميزت معركة فيينا التحول الأخير في الصراع الذي دام 250 عامًا في محاولات العثمانيين المسلمين التغلغل والسيطرة على أوروبا المسيحية. ولمقاومتها لقرون طويلة للتقدمات المسلمة، لقبت الكومنولث بحصن المسيحية (Antemurale Christianitatis). ستقود الحرب التركية العظمى الأتراك بشكل دائم إلى جنوب نهر دانوب خلال الستة عشر عامًا التالية، ولن تهدد أوروبا الوسطى مرة أخرى.
بحلول القرن الثامن عشر، تسبب زعزعة الاستقرار في النظام السياسي في الحرب الأهلية لبولندا. واجه الكومنولث العديد من المشاكل الداخلية وكان غير حصينًا للنفوذ الأجنبي. اندلعت حرب صريحة بين الملك والنبلاء في عام 1715، وتدخل القيصر بطرس العظيم وضعه في مكانة أضعفت الدولة. كان الجيش الروسي حاضرًا في السيم (البرلمان) الصامت في عام 1717، والذي حدد حجم القوات المسلحة إلى 24.000 وحدد تمويلها، وأكد على الممارسات المزعزعة للاستقرار المتمثلة في حق النقض، ونفي جيش الملك السكسوني؛ وكان القيصر ضامنًا لهذه الاتفاقية. جعل الاستغلال الغرب أوروبي المتزايد للمصادر في الأمريكتين إمدادات الكومنولث أقل أهمية.
في عام 1768، أصبح الكومنولث البولندي الليتواني تحت حماية الإمبراطورية الروسية. كانت السيطرة على بولندا أمرًا أساسيًا لاستراتيجيات الإمبراطورة كاترين العظيمة الدبلوماسية والعسكرية. محاولات الإصلاح، مثل تغيير فترة البرلمان لأربعة سنوات في دستور مايو، لم تحدث إلا متأخرًا. كانت الدولة مقسمة إلى 3 أجزاء من قبل كل من الامبراطورية الروسية، ومملكة بروسيا، وملكية هابسبورغ. بحلول عام 1795، كان الكومنولث البولندي الليتواني قد محي تمامًا من خريطة أوروبا. لم يعاد تأسيس بولندا وليتوانيا كدولة مستقلة حتى عام 1918.

## الثقافة

### العلم والأدب
كان الكومنولث مركزًا أوروبيًا مهمًا لتطوير الأفكار الاجتماعية والسياسية الحديثة. كان مشهورًا بنظامه السياسي شبه الديمقراطي النادر، والذي مدحه الفلاسفة، وخلال الإصلاح المضاد كان الكومنولث معروفًا بالتسامح الديني الذي لا مثيل له، إذ تواجدت كل من المجتمعات الكاثوليكية الرومانية، واليهودية، والأرثوذكسية الشرقية، والبروتستانتية، والإسلام (الصوفي). كتب الكاثوليكي الفرنسي رولهير في القرن السادس عشر: «هذه الدولة، التي رأيناها في يومنا هذا منقسمة على ذريعة الدين، كانت أول دولة أوروبية يحتذى بها في التسامح. في هذه الدولة، أقيمت المساجد بين الكنائس والكُنس اليهودية». أدى الكومنولث إلى الطائفة المسيحية الشهيرة الأخوة البولندية، وهي سلف التوحيدية البريطانية والأمريكية.
أنجب الكومنولث بنظامه السياسي فلاسفة سياسيين أمثال أندريه فريتش مودرزيفسكي (1503-2157) (صورة 9)، وواورزينييك غرزيمالا غوسليكي (1530-1826)، ووبيوتر سكارغا (1572-1636). ولاحقًا أعمال من ستانيساو ستاسيتش (1607-1755)، وهيوغو كولاتاج (1750-1812) ساعدت في تمهيد الطريق لدستور 3 مايو 1791، والذي يصفه نورمان ديفيس بأنه الأول من نوعه في أوروبا.
جامعة ياغيلونيا في كراكوف هي واحدة من أقدم الجامعات في العالم (تأسست في 1364)، مع الأكاديمية اليسوعية في ويلنو (تأسست في 1579)، كانا المركزان العلميان الرئيسيان في الكومنولث. تشكلت لجنة التعليم الوطني في عام 1773، وكانت أول وزارة تعليم وطنية في العالم. ضم علماء الكومنولث كلًّا من: مارتن كرومر (1512-1589)، مؤرخ ورسام للخرائط؛ وميتشل سودزيوج (1566-1636)، كيميائي وخيميائي؛ وجان بروزيك (1585-1652)، موسوعي وعالم رياضيات وفيزيائي وعالم فلك؛ وكرزيسستوف أرسيزفسكي (1592-1656)، مهندس وواصف للأعراق البشرية وجنرال وأميرال في جيش شركة الهند الغربية الهولندية في الحرب مع الإمبراطورية الإسبانية للسيطرة على البرازيل؛ وكاجيميرش شيمينوفيتش (1600-1651) مهندس حربي ومتخصص في سلاح المدفعية ومؤسس علم الصواريخ. في عام 1628، لجأ المعلم والعالم والمربي والكاتب التشيكي جون آموس كويمنيوس إلى الكومنولث، حينما كان يعاني البروتستانتيين من الاضطهاد في ظل الإصلاح المضاد.
تعد العديد من أعمال كتاب الكومنولث من الكلاسيكيات، وتتضمن تلك أعمال جان كوشانوفسكي، وواكلو بوتوكي، وإغناسي كراكسكي، وجوليا يورسن نايمكويكز. كتب العديد من أعضاء طبقة النبلاء يومياتهم ومذكراتهم. ربما كانت الأكثر شهرة هي «مذكرات من التاريخ البولندي» والتي كتبها البرشت ستانيساو راديزوي (1595-1656)، ومذكرات جان كرزوستوم باسيك (نحو 1636- نحو 1701). كتب جيكوب سوبياسكي (1590-1646)، والد جون الثالث سوبياسكي، مذكرات جديرة بالذكر. أثناء معركة خوطين في عام 1621 كتب مذكرات تحت عنوان «مذكرات حرب خوطين»، والتي نشرت في عام 1646 في مدينة غدانسك. استخدم واكلو بوتوكي أساسًا لقصيدته الملحمية «تقدم حرب خوطين». ألف أيضًا إرشادات لرحلة أبنائه إلى كراكوف 1640، وفرنسا 1654، وهي مثال جيد على التعليم الليبرالي للعصر.

## تنظيم الدولة والسياسة

### الحرية الذهبية
كان نظام الحكم السياسي في الكومنولث هو جمهورية تحت رئاسة الملك. لخص المستشار جان زامويسكي هذه العقيدة السياسية عندما قال إن: الملك يسود لكنه لا يحكم. كان للكومنولث برلمان وملك منتخب، وكان الملك ملزمًا باحترام حقوق المواطنين المحددة في الدستور.
كانت سلطة الملك محدودة لصالح طبقة كبيرة من النبلاء، وتوجب على كل ملك جديد أن يتعهد بدعم وثائق هنريسيان والتي كانت أساس النظام السياسي البولندي (وتضمنت ضمانات غير مسبوقة في التاريخ الأوروبي للتسامح الديني). دمجت هذه الوثائق مع قوانين أخرى لاحقًا لتشكل تعهدات كان يجب على الملك التعهد بالموافقة عليها، ومنذ ذلك أصبح الملك شريكًا فعالًا في الحكم مع طبقة النبلاء. يمكن لمجلس النواب استخدام حق النقض ضد الملك في أمور مهمة، مثل إصدار التشريعات الجديدة، والقوانين المتعلقة بالشؤون الخارجية، وإعلان الحرب، وفرض الضرائب (تغيير قيمة الضرائب الحالية أو فرض ضرائب جديدة).
أطلق على نظام الحكم السياسي في الكومنولث مصطلح (الحرية الذهبية) اعتبارًا من عام 1573، وتكونت النقاط الرئيسية لهذا النظام مما يلي:
- ملك منتخب من قبل جميع النبلاء الذين يحق لهم المشاركة في الانتخابات ويرغبون بذلك، في انتخابات حرة ومباشرة.
- برلمان الكومنولث الذي كان مطلوبًا من الملك عقده كل عامين.
- مجموعة من القوانين والوثائق يتعهد الملك باحترامها والالتزام بها عند انتخابه.
- يكفل القانون الحرية الدينية كما نص على ذلك قانون اتحاد وارسو رقم 1573.
- يضمن النظام حق التمرد القانوني ضد الملك إذا انتهك الحريات العامة.
- يحق لأحد نواب مجلس النواب معارضة قرار أغلبية المجلس، ما ينقض قرارهم. وأدى هذا القانون لإبطال جميع التشريعات خلال أزمة النصف الثاني من القرن السابع عشر عندما استخدمه النبلاء البولنديون معارضة قرار بقية النبلاء.
- الحق في تشكيل منظمات ذات هدف سياسي مشترك.[46]

تمتعت الدول الثلاثة التي شكلت الكومنولث بدرجة من الاستقلالية، وكان لدوقية ليتوانيا الكبرى جيش منفصل وخزانة خاصة ومؤسسات رسمية مستقلة.
أدى نظام الحرية الذهبية لقيام دولة استثنائية وغير مألوفة في ذلك الوقت، على الرغم من وجود أنظمة سياسية مشابهة إلى حد ما في بعض دول المدن المعاصرة لها مثل جمهورية البندقية، وفي الوقت الذي كانت فيه معظم الدول الأوروبية تتجه نحو زيادة المركزية والملكية المطلقة والحروب الدينية والأسرية، جرب الكومنولث اللامركزية والكونفدرالية والفدرالية والديمقراطية والتسامح الديني.
يعود السبب الرئيسي لظهور هذا النظام السياسي لصعود طبقة من النبلاء والتي سيطرت على الطبقات الاجتماعية الأخرى وعلى النظام السياسي للمملكة، وبمرور الوقت حصلت هذه الطبقة على مزيد من النفوذ والامتيازات بحيث لم يعد بمقدور أي ملك التغلب عليها أو كسر نفوذها.
يصعب وضع تصنيف للنظام السياسي للكومنولث وفق تصنيفات الحكم المعاصرة، لكنه كان مزيجًا من:
- الكونفدرالية والفدرالية، فيما يتعلق بالحكم الذاتي الواسع للمقاطعات والدول.
- الأوليغارشية، إذ أن النبلاء فقط تمتعوا بالحقوق السياسية (15% من الشعب).
- الديمقراطية، لأن جميع طبقة النبلاء كانت متساوية في الحقوق والامتيازات، ويمكن لمجلس النواب نقض قرارات الملك في الأمور المهمة، بما في ذلك التشريع (اعتماد قوانين جديدة)، والشؤون الخارجية، وإعلان الحرب، والضرائب (تغيير الضرائب الحالية أو فرض ضرائب جديدة). كما أن نسبة 15% من سكان الكومنولث تمتعوا بهذه الحقوق السياسية، وتعتبر نسبة مئوية أكبر بكثير مما كانت عليه في غالبية الدول الأوروبية في تلك الفترة وفي القرن التاسع عشر، ففي عام 1820 في فرنسا كان حوالي 1.5% فقط من البالغين الذكور لديهم الحق في التصويت، وفي عام 1840 في بلجيكا سُمح بالتصويت لنحو 5% فقط من السكان.
- ملكية منتخبة، حيث كان الملك الذي ينتخبه النبلاء رئيسًا للدولة.
- ملكية دستورية، نظرًا لأن الملك كان ملزمًا باتفاقيات وقوانين محددة، ويمكن للنبلاء أن يرفضوا أي قرار غير قانوني يصدره الملك.

أدت نهاية سلالة غاجيلونيان في عام 1572 والتي حكمت لقرنين من الزمان، إلى فقدان التوازن الهش لحكومة الكومنولث، وتراجعت سلطة الحكومة المركزية إلى طبقة النبلاء.
فضل النبلاء اختيار ملوك أجانب لأنهم لن يؤسسوا سلالة قوية تستمر لفترة طويلة، وأنتجت هذه السياسة ملوكًا شكليين غير فعالين أو ملوكًا قضوا فترة حكمهم في صراع دائم مع النبلاء لإخضاع الكومنولث لمصالح دولتهم وأسرهم الحاكمة. كان هذا واضحًا بشكل خاص في سياسات وأعمال أول ملكين منتخبين من عائلة فاسا السويدية، وهو ما أدى إلى صراع بين الكومنولث والسويد بلغ ذروته في الحرب المعروفة باسم الطوفان (1655)، وهو أحد الأحداث التي ميزت نهاية العصر الذهبي للكومنولث وبداية انهيار الكومنولث.

### الإصلاحات المتأخرة
بذل الكومنولث جهودًا جادة لإصلاح نظامه السياسي، واعتمد دستورًا جديدًا في عام 1791 أطلق عليه اسم دستور 3 مايو، والذي وصفه المؤرخ نورمان ديفيز بأنه الأول من نوعه في أوروبا. أعاد الدستور صياغة الكومنولث البولندي الليتواني كدولة اتحادية بولندية وليتوانية ذات ملكية وراثية وألغى العديد من سمات الحكم الضارة في النظام القديم
من أهم خصائص الدستور الجديد:
- ألغى حق النقض الفردي للنواب، وحظر تشكيل اتحادات وأحزاب بين النبلاء.
- نص على فصل السلطات التشريعية والتنفيذية والقضائية للحكومة.
- أقام مبدأ (السيادة الشعبية) ووسع الحقوق السياسية لتشمل ليس فقط طبقة النبلاء ولكن كل الطبقة البرجوازية.
- زيادة حقوق الفلاحين.
- ترسيخ مبادئ التسامح الديني (ولكنه أدان الردة عن العقيدة الكاثوليكية).

لكن هذه الإصلاحات كانت متأخرة للغاية، إذ تعرض الكومنولث للغزو من جميع الجوانب من قبل جيرانه، الذين كانوا راضين عن ترك الكومنولث وحده كدولة معزولة ضعيفة، لكنهم رفضوا حدوث أي تحول سياسي فيه يجعل منه دولة قوية. خشيت روسيا من الآثار الثورية للإصلاحات السياسية لدستور 3 مايو واحتمال استعادة الكومنولث لمكانته كقوة أوروبية. اعتبرت الملكة كاثرين العظيمة أن دستور 3 مايو سيهدم نفوذها، واستغلت بروسيا والنمسا الدستور الجديد كذريعة لمزيد من التوسع الإقليمي. وصف الوزير البروسي إيوالد فريدريك فون هيرتزبيرغ الدستور الجديد بأنه ضربة للنظام الملكي البروسي، وخاف من سيطرة بولندا القوية مرة أخرى على بروسيا، وفي النهاية لم يطبق دستور 3 مايو بالكامل، وانحلَّ الكومنولث بعد أربع سنوات فقط من اعتماد الدستور الجديد.

## اقتصاد
كان اقتصاد الكومنولث يعتمد في الغالب على الإنتاج الزراعي والتجارة، ومع ذلك فقد توافرت العديد من المصانع وورشات العمل على الرغم من وجود وفرة من ورش العمل ولا سيما مصانع الورق ومدابغ الجلود ومصانع الحديد والزجاج والطوب. كانت بعض المدن الرئيسية في الكومنولث موطنًا للحرفيين وصانعي المجوهرات والساعات. تركز أغلب النشاط الصناعي والتجاري في مملكة بولندا، بينما كانت دوقية ليتوانيا الكبرى منطقة ريفية واعتمد اقتصادها على الزراعة وصناعة الملابس. تطور التعدين في المنطقة الجنوبية الغربية من بولندا لأنها كانت غنية بالموارد الطبيعية مثل الرصاص والفحم والنحاس والملح. كانت العملة المستخدمة في بولندا وليتوانيا هي الزلوتي (التي تعني الذهبي) ومع ذلك فقد قبلت العملات الأجنبية مثل الدوكات والثالار والشلن على نطاق واسع.
لعب الكومنولث دورًا هامًا في إمداد أوروبا الغربية بالحبوب والماشية والفراء والأخشاب والكتان والقنب والرماد والقطران والعنبر. شكلت الحبوب والماشية والفراء 90% من صادرات البلاد إلى الأسواق الأوروبية عن طريق التجارة البرية والبحرية في القرن السادس عشر.